# Saison 11 de Détective Conan
 (octobre 2024).
Chronologie
Saison 10 de Détective Conan Saison 12 de Détective Conan
La saison 11 de Détective Conan a été diffusée du 9 janvier 2006 au 4 décembre 2006 (épisodes 425 à 459) sur Nippon TV. Elle est composée de 35 épisodes.
Le dix-septième opening (épisodes 425 à 437) intitulé Shodo, est interprété par le groupe de pop rock japonais B’z. Le dix-huitième opening (épisodes 438 à 456) intitulé 100 (Hyaku) mono tobira, est interprété par le groupe de J-pop U-ka Saegusa IN dB et par la chanteuse de J-pop Rina Auichi. Le dix-neuvième opening (épisodes 457 à 474) intitulé Kumo ni notte, est interprété par le groupe de J-pop U-ka Saegusa IN dB.
Le vingt-quatrième ending (générique de fin) (épisodes 425 à 437) intitulé Kanashii hodo anata ga suki, est interprété par le groupe de J-pop ZARD. Le vingt-cinquième ending (épisodes 438 à 458) intitulé Mou kimi dake wo hanashitari wa shinai, est interprété par la chanteuse de J-rock Aya Kamiki. Le vingt-sixième ending (épisodes 459 à 470) intitulé Shiroi Yuki, est interprété par la chanteuse de J-pop Mai Kuraki.
| No | Titre français | Titre japonais                          | Titre japonais                                        | Date de 1re diffusion |
| No | Titre français | Kanji                                   | Rōmaji                                                | Date de 1re diffusion |
| --- | --- | --------------------------------------- | ----------------------------------------------------- | --------------------- |
| 425 - SP18 | Black Impact ! Quand le bras de l’Organisation vous atteint (épisode spécial de 2 heures) (files : 499-504/tomes : 48-49) | ブラックインパクト ! 組織の手が届く瞬間 | Burakku Inpakuto ! Soshiki no te ga todoku shunkan    | 9 janvier 2006        |
| Kogorō reçoit une enquête de la part d'une présentatrice de télévision, amie de Yoko Okino : Rena Mizunachi. Cette dernière craint de faire face à un stalker à la suite d'étranges évènements dans son appartement. Grâce à l'aide de Conan, l'affaire est prestement résolu. Pendant le déroulement de l'enquête, un micro-émetteur du jeune détective s'est attaché à Rena, par inadvertance. Cependant, cette dernière semble connectée à de biens sinistres évènements, et ce mouchard accidentel va se révéler plus important que prévu. | |                                         |                                                       |                       |
| 426 | Une lettre d’amour pour Ran                                                                                               | 蘭へのラブレター                        | Ran heno rabu retaa                                   | 16 janvier 2006       |
| Ran reçoit dans son casier une lettre d’amour d’un première année. Étant donné qu’elle éprouve déjà des sentiments pour Shinichi, elle hésite à se rendre au lieu du rendez-vous. Sur le chemin du retour d’école, Ran, Sonoko & Conan rencontrent une mère et son fils, ancienne lycéenne de Teitan. Victime d’un cambriolage qui n’en est pas un, une histoire vieille de 11 années pourra peut-être aider Ran à se décider. | |                                         |                                                       |                       |
| 427 | Le chemin super secret de l'école – 1re partie (files : 505-507/tome : 49)                                                | 超秘密の通学路 (前編)                   | Chouhimitsu no tsuugakuro - Zenpen                    | 23 janvier 2006       |
| 428 | Le chemin super secret de l'école – 2e partie (files : 505-507/tome : 49)                                                 | 超秘密の通学路 (後編)                   | Chouhimitsu no tsuugakuro - Kōhen                     | 30 janvier 2006       |
| Une jeune fille de l'école primaire Teitan, qui ressemble beaucoup à Haibara, n'est plus venue à l'école depuis un certain temps. Inquiets, les détective juniors enquêtent sur sa disparition. Ai et Conan se demandent si l'organisation des hommes en noir ne serait pas derrière ce mystère. | |                                         |                                                       |                       |
| 429 | Deux personnes qui ne peuvent revenir en arrière – 1re partie (files : 508-510/tome : 49)                                 | もう戻れない二人 (前編)                 | Mou modorenai futari - Zenpen                         | 6 février 2006        |
| 430 | Deux personnes qui ne peuvent revenir en arrière – 2e partie (files : 508-510/tome : 49)                                  | もう戻れない二人 (後編)                 | Mou modorenai futari - Kōhen                          | 13 février 2006       |
| Conan fait la rencontre d'un nouveau camarade de classe de Ran et Sonoko, Eisuke Hondo. Légèrement efféminé, sa ressemblance avec la présentatrice Rena Mizunashi est frappante, ce qui ne manque pas d'inquiéter Conan. Se disant être un grand fan de Kogorô l'endormi, le jeune Eisuke va les accompagner sur une scène de crime. D'apparence inoffensive, il a néanmoins des attitudes étranges… | |                                         |                                                       |                       |
| 431 | L'histoire d'amour d'un détective 7 – 1re partie (files : 511-514/tome : 50)                                              | 本庁の刑事恋物語7 (前編)                | Honchou no keiji koi monogatari 7 - Zenpen            | 20 février 2006       |
| 432 | L'histoire d'amour d'un détective 7 – 2e partie (files : 511-514/tome : 50)                                               | 本庁の刑事恋物語7 (後編)                | Honchou no keiji koi monogatari 7 - Kōhen             | 27 février 2006       |
| Les inspecteurs Takagi, Sato et Chiba rencontrent par hasard dans un restaurant la famille Môri et Conan. Alors qu'ils partagent un diner, un des amis de Chiba parle d'un homme étrange qui tournerait autour de son jeune frère. Menés par une intuition, les inspecteurs se dépêchent d'aller au domicile où l'enfant est seul, pour se rendre compte qu'il a été enlevé. C'est encore une fois à Conan de résoudre l'affaire. Sato et Takagi semblent de plus en plus proches. | |                                         |                                                       |                       |
| 433 | Conan, l'étrange enfant                                                                                                   | コナン変な子                            | Konan hen na ko                                       | 6 mars 2006           |
| Kogorô, accompagné de Conan, débarque chez un célèbre auteur de polars en cours d’installation. C’est alors qu’ils assistent à un échange tendu entre l’auteur et son fils qui lui fait du chantage en prétendant vendre de la drogue et savoir qui écrit réellement les livres. En attendant que la dispute cesse, nos protagonistes attendent dans le café du coin, mais lorsque le majordome les ramène à l’appartement, l’écrivain est mort. Une affaire sous le signe du palindrome. | |                                         |                                                       |                       |
| 434 | La victoire de la courageuse chienne Cœur                                                                                 | 名犬クールのお手柄                      | Meiken kuuru no otegara                               | 10 avril 2006         |
| Une femme demande à Kogorô de l’aide : le chien de ses voisins ne cesse d’aboyer sur elle. Mise en doute par Ran et Conan qui viennent de rencontrer le chien, elle s’en va. Le soir même, Kogorô reçoit un appel qui affirme qu’elle a été attaqué, elle et sa belle-mère, cette dernière est morte sur le coup. | |                                         |                                                       |                       |
| 435 | L'interview des Détectives Juniors – 1re partie (files : 515-517/tome : 50)                                               | 探偵団に注目取材 (前編)                 | Tantei-dan ni chuumoku shuzai - Zenpen                | 17 avril 2006         |
| 436 | L'interview des Détectives Juniors – 2e partie (files : 515-517/tome : 50)                                                | 探偵団に注目取材 (後編)                 | Tantei-dan ni chuumoku shuzai - Kōhen                 | 24 avril 2006         |
| Un journaliste indépendant contacte la professeur des Detective Boys, Mlle Kobayashi, pour conduire une interview de la bande de détectives en herbe. Ils acceptent, mais découvre sur les lieux de l'interview ce même journaliste, mort. L'enquête se déroule facilement, même si Conan doit prendre des moyens détournés pour ne pas éveiller la suspicion de son enseignante. | |                                         |                                                       |                       |
| 437 | Ueto Aya et Shinichi - Une promesse d'il y a quatre ans                                                                   | 上戸彩と新一 4年前の約束                | Ueto Aya to Shinichi - Yonenmae no yakusoku           | 8 mai 2006            |
| Il y a 4 ans, une comédienne novice rencontrait Ran et Shinichi après avoir joué dans une adaptation d’un livre du père de ce dernier. Aujourd’hui, elle revient à la suite de la disparition d’une grand-mère, sa voisine, dans le quartier de Beika. Cette histoire confirmera-t-elle la promesse que Shinichi et cette comédienne se sont fait il y a de cela 4 années ? | |                                         |                                                       |                       |
| 438 | À la poursuite d'un courrier poisson (files : 523-524/tome : 51)                                                          | お魚メールの追跡                        | Osakana mēru no tsuiseki                              | 15 mai 2006           |
| Alors que les Môri et Conan sont au café Poirot, la serveuse, Azusa, leur confie une affaire. Via son téléphone, cette dernière a reçu des messages d'un petit garçon, messages qui se font de plus en plus inquiétants. C'est à eux de découvrir où il se trouve, pour être sûr qu'il ne lui arrive rien ! | |                                         |                                                       |                       |
| 439 | Et ce serait agréable si tout le monde disparaissait                                                                      | そして誰もいなくなればいい              | Soshite daremo inakunarebaii                          | 22 mai 2006           |
| Un homme marche dans la rue quand une ombre du haut d’un building lâche sur lui un parpaing. Rejoins par un ami, ils sont sûrs de l’identité du coupable, mais de crainte de ne pas être cru par la police, ils font appel au détective Mouri. | |                                         |                                                       |                       |
| 440 | Cascade de voiture à la limite                                                                                            | 極限のカースタント                      | Kyokugen no kā sutanto                                | 29 mai 2006           |
| Le club des Détectives juniors est invité sur le tournage d’un épisode de Kamen Yaiba. Lors des prises de vues, une voiture doit sauter du haut d’un parking, cascade trop dangereuse pour être réalisée par un homme. Pourtant, un cascadeur va forcer la main et passer à l’action, sans qu’il n’y survive. Mais en observant la carcasse, Conan pense qu’il s’agit là d’un meurtre déguisé. | |                                         |                                                       |                       |
| 441 | Le dernier « Aaah » | 最期のアーン                            | Saigo no ān                                           | 5 juin 2006           |
| Deux femmes courent chercher le grand détective Mouri pour une affaire sordide. Un peu plus tôt, après avoir entendues un coup de feu chez leur voisin, les deux femmes voient un homme sortir de l’appartement. C’est alors qu’elles y découvrent le cadavre du maître des lieux. Pour autant, il semblerait que ce soit un suicide. | |                                         |                                                       |                       |
| 442 | Le plan d’un homme empêché par la charpente d’acier                                                                       | 鉄骨に阻まれた男                        | Tekkotsu ni habamareta otoko                          | 12 juin 2006          |
| Pendant que Genta fantasme sur une aiguille au riz, de l’autre côté de la rue un homme manque de se faire écraser par une poutre de construction en acier. Si l’homme s’en sort avec une jambe cassée et une perte temporaire de la mémoire, le plus troublant est que cet accident l’aurait empêcher de mettre à exécution son plan de se suicider … | |                                         |                                                       |                       |
| 443 | Ramassage de coquillages et de soupirs – 1re partie (files : 525-527/tome : 51)                                           | ため息潮干狩り (前編)                   | Tameiki shiohigari - Zenpen                           | 26 juin 2006          |
| 444 | Ramassage de coquillages et de soupirs – 2e partie (files : 525-527/tome : 51)                                            | ため息潮干狩り (後編)                   | Tameiki shiohigari - Kōhen                            | 3 juillet 2006        |
| Le professeur Agasa a emmené les Detective Boys à la mer pour ramasser des coquillages. Alors qu'ils sont sur le point de partir, un homme avec qui ils avaient conversé sur la plage est trouvé mort, empoisonné. | |                                         |                                                       |                       |
| 445 | Le secret du Russian Blue (files : 528-529/tome : 51)                                                                     | ロシアンブルーの秘密                    | Roshian Burū no himitsu                               | 10 juillet 2006       |
| Eri Kisaki laisse à Kogorô son chat, un Russian Blue, pour être gardé durant la journée. Alors que Kogorô travaille sur une petite enquête et que Conan et Ran sont à l'école, le chat lui donne indirectement des indices pour sa résolution. | |                                         |                                                       |                       |
| 446 | La fenêtre occidentale scellée – 1re partie (files : 530-532/tome : 51)                                                   | 封印された洋窓 (前編)                   | Fuuin-sareta youmado - Zenpen                         | 24 juillet 2006       |
| 447 | La fenêtre occidentale scellée – 2e partie (files : 530-532/tome : 51)                                                    | 封印された洋窓 (後編)                   | Fuuin-sareta youmado - Kōhen                          | 31 juillet 2006       |
| Ran, Conan, Sonoko et Eisuke vont passer un weekend à la campagne, dans une maison de la famille Suzuki. Alors qu'ils approchent de l'endroit, ils découvrent que le pont y menant s'est effondré. Ils vont dans la maison la plus proche pour demander l'asile le temps d'une nuit, mais, après quelques heures, une des résidentes est retrouvée pendue. Aidée par l'inspecteur Yamamura, Conan arrive à résoudre le mystère, mais les agissements du mystérieux Eisuke vis-à-vis de Conan sont de plus en plus étranges. | |                                         |                                                       |                       |
| 448 | L'affaire du sanma de Meguro                                                                                              | 目黒の秋刀魚事件                        | Meguro no sanma jiken                                 | 14 août 2006          |
| Kogorô participe à un concours de poème comique avec pour public l’inspecteur Megure et Conan. Sur le chemin, il rejoigne un maître-poète qui participe aussi à la compétition. Le maître leur raconte l’histoire du « sanma de Meguro », un plat à base de poisson. Arrivé en fin de journée, le maître est retrouvé poignardé. Aurait-ce un lien avec le fameux plat ? | |                                         |                                                       |                       |
| 449 - SP19 | L'histoire d'amour d'un détective – Faux mariage (épisode spécial de 45 minutes) (files : 535-537/tome : 52)              | 本庁の刑事恋物語 偽りのウエディング     | Honchou no keiji koi monogatari – Itsuwari no uedingu | 21 août 2006          |
| Un couple sur le point de se marier reçoit d'inquiétantes menaces de mort de la part d'un tueur en série. Ce couple à une ressemblance frappante avec l'inspecteur Takagi et l'agent de circulation Yumi Miyamoto, qui prennent donc leur place pour résoudre l'enquête sous couverture. | |                                         |                                                       |                       |
| 450 | Tour contre magie – 1re partie                                                                                            | トリックVSマジック (前編)               | Torikku tai majikku - Zenpen                          | 28 août 2006          |
| 451 | Tour contre magie – 2e partie                                                                                             | トリックVSマジック (後編)               | Torikku tai majikku - Kōhen                           | 4 septembre 2006      |
| Le grand magicien Fuyuki Genyou invite Kogorô, Ran et Conan à assister à son spectacle de magie. L’homme croit que quelqu’un veut l’assassiner. Pour protéger sa réputation tout en ayant de l’aide, un signal de la main est mis au point. Mais quelque part, assassiner quelqu’un sans laisser de traces, n’est-ce point là acte de magie ? | |                                         |                                                       |                       |
| 452 - SP20 | Une étrange personne dans la troupe « Konpira » (épisode spécial de 45 minutes)                                           | こんぴら座の怪人                        | Konpira-za no kaijin                                  | 11 septembre 2006     |
| Ran, Conan, Sonoko et Kogorô sont invités par Tamanosuke, un jeune directeur de théâtre rencontré il y a plusieurs mois dans une précédente enquête (Cf. 126-127), pour assister à la première de sa nouvelle pièce. Des tensions sont existantes. Sur le modèle de l’œuvre « le fantôme de l’opéra », l’actrice principale se fait attaquer par un fantôme qui sévit dans la ville depuis plusieurs mois. Par chance, le fantôme est retrouvé. En effet, Tamanosuke est retrouvé de bon matin, couteau ensanglanté à la main, allongé aux côtés du cadavre de son technicien en chef. À moins, bien sûr, qu’il s’agisse d’un coup du fantôme du Konpira … | |                                         |                                                       |                       |
| 453 | Exposition privée sur le destin et l'amitié (files : 533-534/tome : 52)                                                   | 因縁と友情の試写会                      | Innen to yuujou no shishakai                          | 23 octobre 2006       |
| En faisant la queue pour aller voir un film de science-fiction, les Detective Boys et le professeur croisent un photographe à l'attitude louche. Convaincu qu'il prépare quelque chose, Conan décide de le surveiller. | |                                         |                                                       |                       |
| 454 | Renversement de conclusion – 1re partie (files : 538-540/tome : 52)                                                       | ひっくり返った結末 (前編)               | Hikkurikaetta ketsumatsu - Zenpen                     | 30 octobre 2006       |
| 455 | Renversement de conclusion – 2e partie (files : 538-540/tome : 52)                                                        | ひっくり返った結末 (後編)               | Hikkurikaetta ketsumatsu - Kōhen                      | 6 novembre 2006       |
| Les Detective Boys jouent au baseball, mais Genta frappe une balle un peu trop fort et brise le carreau de la maison d'un écrivain célèbre. Les enfants rentrent récupérer leur balle, et tombent sur un cadavre. | |                                         |                                                       |                       |
| 456 | J'aime le mystère | 俺が愛したミステリー                    | Ore ga aishita misuterī                               | 13 novembre 2006      |
| 457 | Le mouchoir rouge de Sonoko – 1re partie (files : 541-543/tome : 52)                                                      | 園子の赤いハンカチ (前編)               | Sonoko no akai hankachi - Zenpen                      | 20 novembre 2006      |
| 458 | Le mouchoir rouge de Sonoko – 2e partie (files : 541-543/tome : 52)                                                       | 園子の赤いハンカチ (後編)               | Sonoko no akai hankachi - Kōhen                       | 27 novembre 2006      |
| Sonoko emmène Ran et Conan dans la montagne. Elle veut recréer une scène d'amour d'un feuilleton célèbre pour son copain, Makoto, où un passage romantique se passe au milieu d'érables aux feuilles rougies par l'automne. Mais tout ne se passe pas comme prévu et un cadavre est découvert, près d'un message cryptique. | |                                         |                                                       |                       |
| 459 | Une mystérieuse personne, l’homme des règlements stricts                                                                  | 怪人ガチガチ規則男                      | Kaijin gachigachi kisoku otoko                        | 4 décembre 2006       |